# Choue
Choue és un municipi francès, situat al departament del Loir i Cher i a la regió de Centre – Vall del Loira. L'any 2007 tenia 527 habitants.

## Demografia

### Població
El 2007 la població de fet de Choue era de 527 persones. Hi havia 215 famílies, de les quals 56 eren unipersonals (32 homes vivint sols i 24 dones vivint soles), 91 parelles sense fills, 64 parelles amb fills i 4 famílies monoparentals amb fills.
La població ha evolucionat segons el següent gràfic:
Habitants censats

### Habitatges
El 2007 hi havia 311 habitatges, 223 eren l'habitatge principal de la família, 65 eren segones residències i 23 estaven desocupats. 309 eren cases i 1 era un apartament. Dels 223 habitatges principals, 175 estaven ocupats pels seus propietaris, 46 estaven llogats i ocupats pels llogaters i 3 estaven cedits a títol gratuït; 18 tenien dues cambres, 38 en tenien tres, 71 en tenien quatre i 96 en tenien cinc o més. 180 habitatges disposaven pel capbaix d'una plaça de pàrquing. A 98 habitatges hi havia un automòbil i a 107 n'hi havia dos o més.

### Piràmide de població
La piràmide de població per edats i sexe el 2009 era:
| Homes | Edats   | Dones |
| ----- | ------- | ----- |
| 0     | 95 o +  | 0     |
| 0     | 90 a 94 | 0     |
| 0     | 85 a 89 | 4     |
| 0     | 80 a 84 | 4     |
| 20    | 75 a 79 | 4     |
| 12    | 70 a 74 | 20    |
| 16    | 65 a 69 | 24    |
| 24    | 60 a 64 | 12    |
| 12    | 55 a 59 | 4     |
| 36    | 50 a 54 | 20    |
| 16    | 45 a 49 | 28    |
| 20    | 40 a 44 | 16    |
| 20    | 35 a 39 | 28    |
| 20    | 30 a 34 | 16    |
| 8     | 25 a 29 | 4     |
| 12    | 20 a 24 | 12    |
| 16    | 15 a 19 | 24    |
| 8     | 10 a 14 | 12    |
| 12    | 5 a 9   | 24    |
| 12    | 0 a 4   | 8     |

## Economia
El 2007 la població en edat de treballar era de 349 persones, 273 eren actives i 76 eren inactives. De les 273 persones actives 255 estaven ocupades (145 homes i 110 dones) i 18 estaven aturades (12 homes i 6 dones). De les 76 persones inactives 28 estaven jubilades, 19 estaven estudiant i 29 estaven classificades com a «altres inactius».

### Ingressos
El 2009 a Choue hi havia 231 unitats fiscals que integraven 548 persones, la mediana anual d'ingressos fiscals per persona era de 17.159 €.

### Activitats econòmiques
Dels 20 establiments que hi havia el 2007, 1 era d'una empresa alimentària, 3 d'empreses de fabricació d'altres productes industrials, 6 d'empreses de construcció, 3 d'empreses de comerç i reparació d'automòbils, 1 d'una empresa d'hostatgeria i restauració, 1 d'una empresa financera, 4 d'empreses de serveis i 1 d'una empresa classificada com a «altres activitats de serveis».
Dels 6 establiments de servei als particulars que hi havia el 2009, 1 era un taller de reparació d'automòbils i de material agrícola, 1 fusteria, 2 lampisteries i 2 electricistes.
L'únic establiment comercial que hi havia el 2009 era una carnisseria.
L'any 2000 a Choue hi havia 36 explotacions agrícoles que ocupaven un total de 2.835 hectàrees.

## Equipaments sanitaris i escolars
El 2009 hi havia una escola elemental.

## Poblacions properes
El següent diagrama mostra les poblacions més properes.